# Peter d'Hamecourt

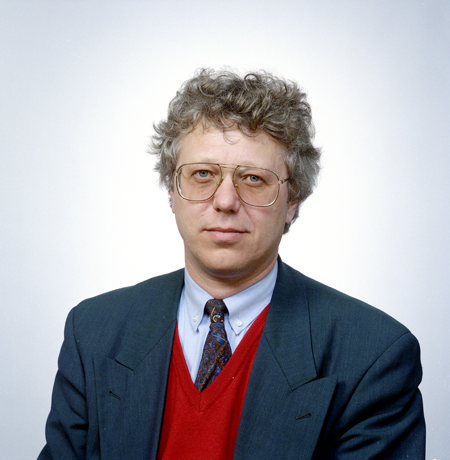
Peter d'Hamecourt in 1992

Peter Hermanus Alexander Maria (Peter) d'Hamecourt (Vlaardingen, 29 mei 1946 – Savignac-de-Duras, 3 december 2023) was een Nederlands journalist, columnist en publicist. Hij was van 1989 tot 2008 correspondent in Moskou voor onder meer het NOS Journaal, VRT en het Algemeen Dagblad.

## Loopbaan
Hij volgde van 1958 tot 1962 een mulo-opleiding in Vlaardingen.
d'Hamecourts journalistieke carrière begon in 1966 bij de Nieuwe Vlaardingsche Courant. Hij werkte vervolgens onder andere als popjournalist voor de Haagsche Courant, gevolgd door een functie als buitenlandcorrespondent van het Algemeen Dagblad in het Midden-Oosten (onder meer Beiroet) en Zuid-Amerika. In 1989 vestigde hij zich in Moskou, de hoofdstad van toen nog de Sovjet-Unie. Vanaf hier leidde hij een journalistiek bureau en deed hij verslag van het Russische nieuws voor het Algemeen Dagblad. Later werd hij ook actief voor de NOS, de VRT (bij beide voor zowel televisie als radio), EénVandaag en NOVA.
D'Hamecourt was tevens actief in andere voormalige Sovjetlanden dan Rusland en een enkele keer daarbuiten. Vanaf 1999 werkte hij op freelancebasis voor het AD, de NOS en de VRT. Op 30 juni 2008 deed hij voor het laatst verslag voor het NOS-Journaal, voordat hij met de vut ging. In zijn carrière van achttien jaar bij de NOS heeft hij meer dan drieduizend reportages gemaakt. Als Ruslandcorrespondent werd hij opgevolgd door Kysia Hekster. D'Hamecourt heeft meerdere boeken gepubliceerd over de politieke situatie in Rusland. Ook schreef hij een boek over Fjodor Dostojevski.

## Privéleven
Na zijn correspondentschap bleef D'Hamecourt aanvankelijk wonen in Ignatovskoje, een dorpje honderddertig kilometer ten zuidoosten van Moskou, met zijn vrouw Zoja Rjoetina. Later verhuisde hij naar Lot-et-Garonne. In 2018 kreeg hij een herseninfarct waardoor hij deels verlamd raakte en in een rolstoel belandde, waar hij zich met veel moeite weer uit kon bevrijden.
D'Hamecourt overleed op 3 december 2023 op 77-jarige leeftijd thuis aan een hartstilstand.